# Paratissa pollinosa
Paratissa pollinosa är en tvåvingeart som först beskrevs av Samuel Wendell Williston  1896.  Paratissa pollinosa ingår i släktet Paratissa och familjen vattenflugor. Inga underarter finns listade i Catalogue of Life.